# Jaktstenen
Jaktstenen, nebo Karl XV:s jaktsten, česky Lovecký kámen, je vztyčený vápencový kvádrový blok a památník umístěný na mohyle z navršených kamenů. Nachází se severovýchodně u zříceniny hradu Borgholm u města Borgholm na ostrově Öland v kraji Kalmar v jižním Švédsku. Památník, vytvořený ve stylu místních prehistorických vztyčených kamenů, připomíná tři hony švédského a norského krále Karla XV. Ludvíka Evžena (1826-1872), které byly v letech 1864, 1866 a 1868 na Ölandu. Öland má zvláštní tradici jako královský lovecký revír. Památník byl postaven v duchu romantismu v roce 1873 na popud jeho lovců a místních obyvatel. Uvnitř mohyly je zazděný měděný válec s nápisem na pergamenu a třemi mincemi raženými za vlády Karla XV.

## Nápis na památníku
Na památníku je v runové smyčce je vyryto:
| „ | Ända sedan Vasakungarnas tid har Sveriges kungar jagat på Öland. Fram till 1801 var all jakt på Öland kungligt privilegium, den så kallade Djurgårdsinrättningen. | Již od dob králů Vasa lovili švédští králové na Ölandu. Až do roku 1801 byl veškerý lov na Ölandu královským privilegiem, nazývaným Djurgårdsinrättningen. | “ |

## Další informace
Místo je celoročně volně přístupné.

## Galerie

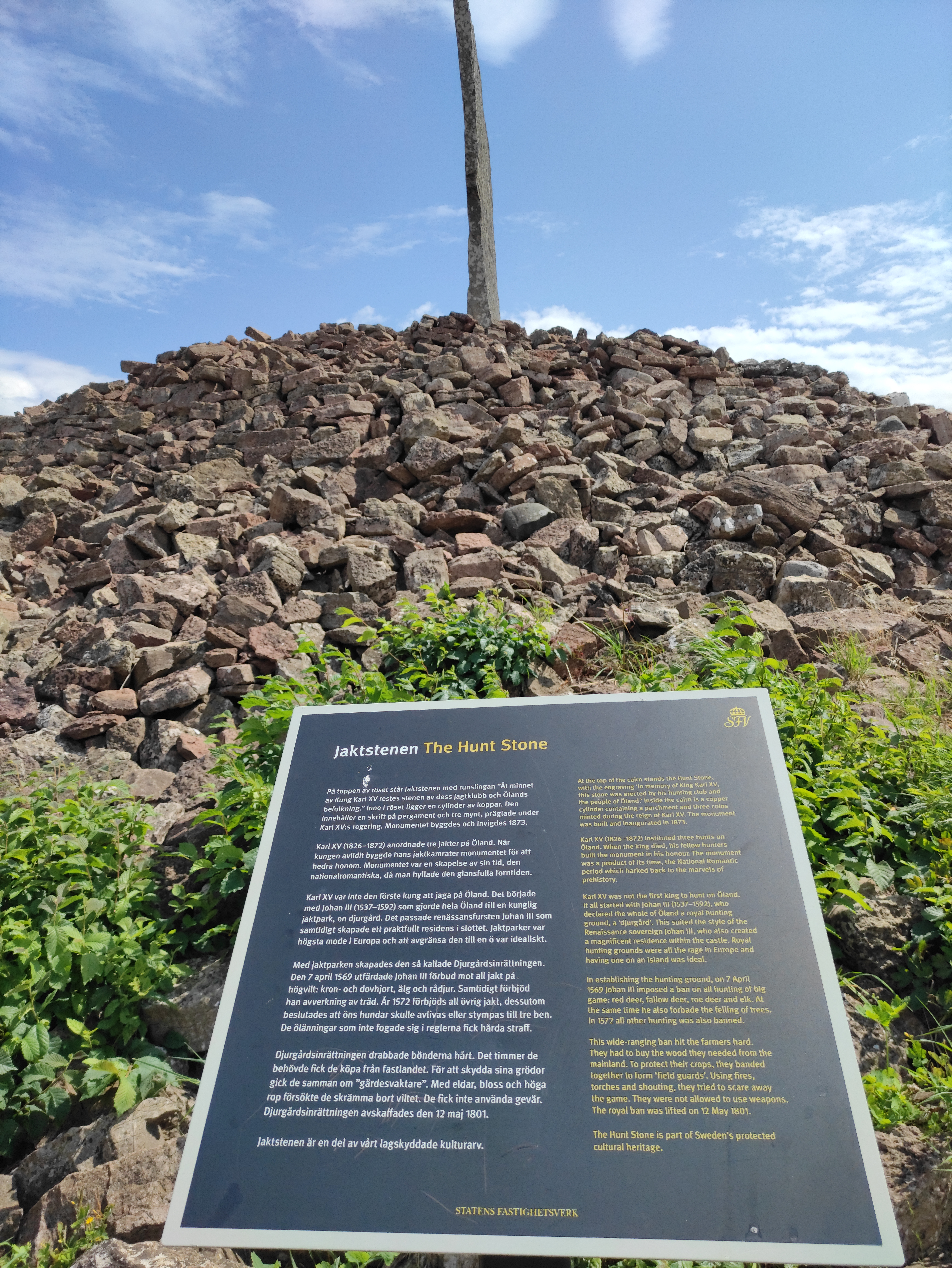
Informační panel u mohyly
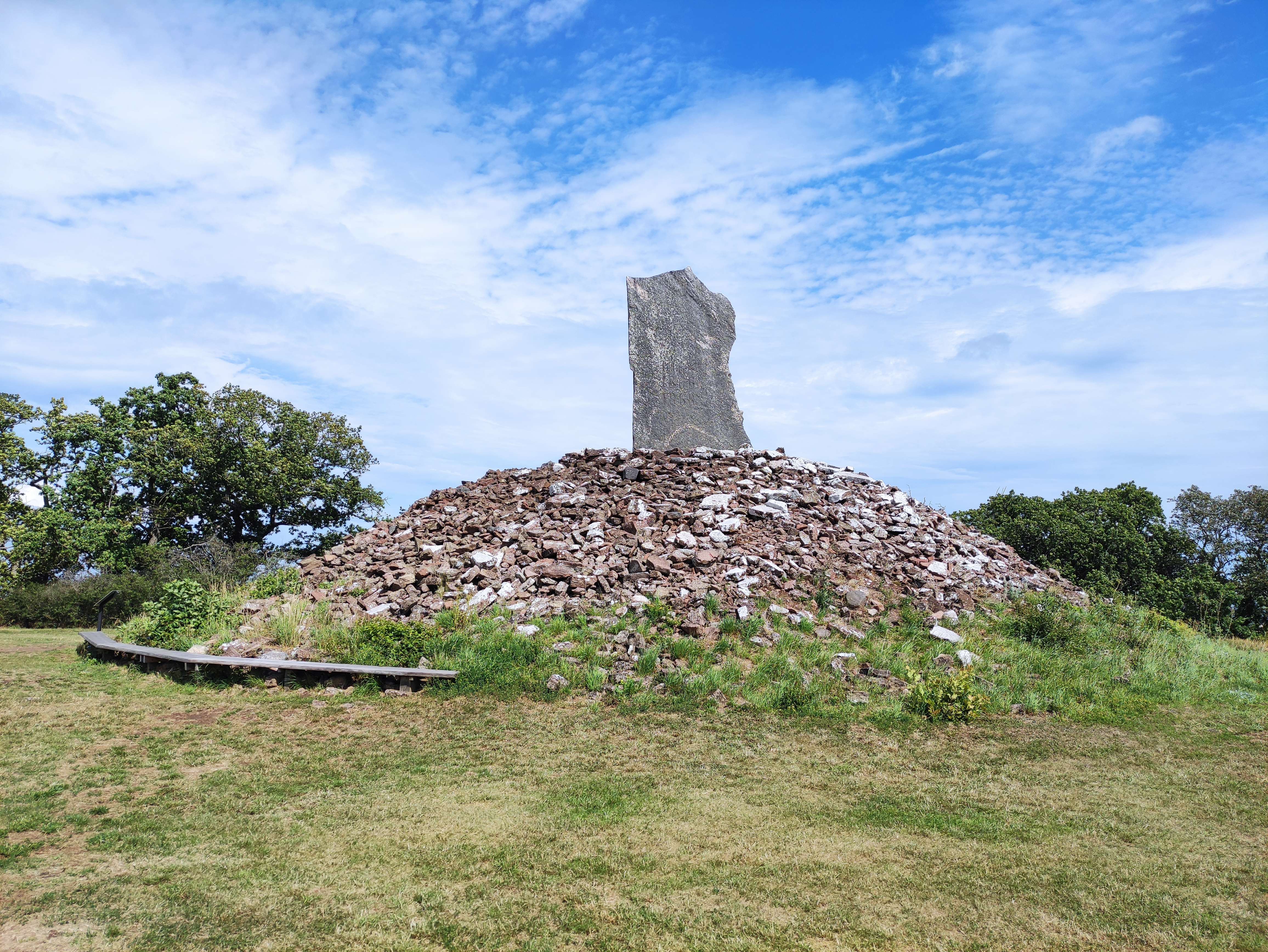
Celkový pohled na mohylu